# Ingolf Rød
Ingolf Richard Rød (Tønsberg, Vestfold, 2 d'octubre de 1889 - Nøtterøy, Vestfold, 19 de desembre de 1963) va ser un regatista noruec que va competir a començaments del segle xx.
El 1920 va prendre part en els Jocs Olímpics d'Anvers, on va guanyar la medalla d'or en els 6 metres (1919 rating) del programa de vela, a bord del Jo, junt a Andreas Brecke i Paal Kaasen.